# Palazzo Fani Pecci Blunt

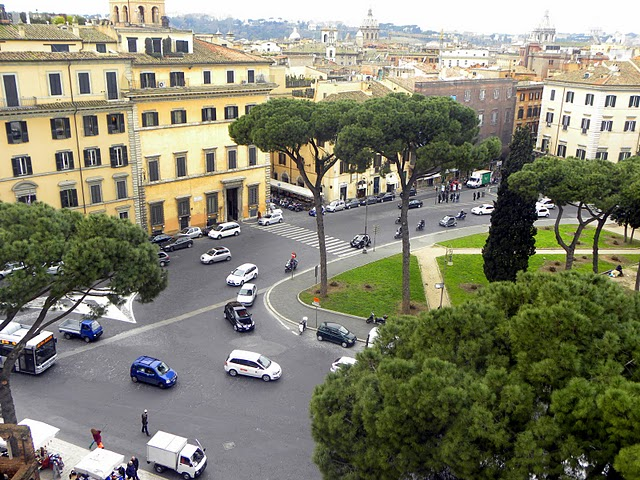
O palácio amarelo no centro-esquerda da imagem (com o belvedere no alto), de frente para a Piazza d'Aracoeli, é o Palazzo Fani. À esquerda dele está o Palazzo Massimo di Rignano e, na extremidade direita da foto, o Palazzo Muti Bussi.

Palazzo Fani, conhecido atualmente como Palazzo Fani Pecci Blunt ou Palazzo Fani Ruspoli Pecci Blunt, é um palácio maneirista localizado na esquina da Piazza d'Aracoeli com a Via della Tribuna di Tor de' Specchi, no rione Campitelli de Roma, geminado ao Palazzo Massimo di Rignano‎.

## História
O palácio foi construído para a família Paluzzi Albertoni, nobres que o venderam logo em seguida aos Gottardi. Estes, logo o venderam aos Fani, uma família oriunda da Toscana, que contrataram Giacomo Della Porta para reformá-lo. Em 1599, ali viveu o cardeal Borromeu e, dois anos depois, o cardeal Paolo Emilio Sfondrati. Em 1611, os Fani venderam o edifício novamente e, em 1626, o edifício passou para as mãos de Giacomo Filippo Spada, que ali viveu com seu irmão, o cardeal Bernardino Spada. Em 1632, quando os dois se mudaram para o Palazzo Capodiferro, o edifício foi adquirido pela família sienense dos Ruspoli, a primeira residência romana da família. Ali eles ficaram até 1745, quando se mudaram para o Palazzo Ruspoli. 
Depois de um curto período como propriedade dos condes Malatesta, o edifício foi adquirido, já no século XIX, pelos condes Pecci Blunt, que ainda hoje são os proprietários. A família é herdeira de Anna Laetitia Pecci, uma sobrinha do papa Leão XIII, e de Cecil Blumenthal, um rico banqueiro americano. 

## Descrição
A fachada se desenvolve em dois pisos além do térreo. Na praça se abre um portal em cuja arquitrave está a inscrição "PECCI BLUNT", flanqueado por quatro janelas arquitravadas com parapeitos sustentados por mísulas acima de pequenas aberturas do sótão.
Além do portal está um estreito átrio que leva a um elegante pátio quadrangular decorado, na parede do fundo, com uma bela fonte emoldurada por duas lesenas em travertino. Esta é constituída por um nicho, revestido em pedra vulcânica sob uma cornija arqueada ao centro do qual está uma estátua de Baco jovem sobre uma base de travertino com um cacho de uvas na mão esquerda e uma ânfora na direita; desta escorre a água que cai numa concha sustentada por dois golfinhos e dali para uma grande bacia semicircular e dela para um tanque na altura do chão com borda arredondada. 
Na Via della Tribuna di Tor de' Specchi está um outro grande portal rusticado. O belvedere com uma bela lógia é um acréscimo do século XIX comandado por Giovanni Battista Giovenali. Uma grossa cornija marcapiano corre pela base das janelas do segundo piso e uma outra sob a base das do terceiro. O beiral é sustentado por mísulas com rosas sobre o qual está um rico friso com florais.